# Eudes d'Orléans-Bragance
Eudes d'Orleans-Bragance, né le 8 juin 1939 à Mandelieu (France) et mort le 13 août 2020 à Rio de Janeiro (Brésil), est un prince du Brésil, membre de la maison d'Orléans-Bragance. 

## Biographie

### Famille
Né en 1939 à Mandelieu en France, où sa famille est exilée, Eudes d'Orleans-Bragance est le second fils et le deuxième des douze enfants de Pedro Henrique d'Orléans-Bragance, prétendant au trône du Brésil sous le nom de « Pierre III » et de la princesse Marie-Élisabeth de Bavière (1914-2011). Il est issu de la branche de Vassouras de la maison impériale du Brésil dont il est prince.
Par son père, Dom Eudes (comme il est d'usage de l'appeler dans les sphères monarchistes au Brésil) est l'arrière-petit-fils de la princesse Isabelle du Brésil (1846-1921) et un descendant direct des empereurs Pierre Ier et Pierre II, mais aussi du roi Jean VI de Portugal,.
Par sa mère, Eudes d'Orléans-Bragance est un arrière-petit-fils du roi Louis III de Bavière (1845-1921). Son frère aîné Luiz d'Orléans-Bragance (1938-2022) est l'un des prétendants au trône du Brésil,.

### Mariages
Le 3 juin 1966, il renonce à ses droits dynastiques pour épouser Ana Maria de Moraes e Barros, (née à São Paulo  le 20 novembre 1945). En effet, les lois de succession de la branche de Vassouras de la famille impériale brésilienne à laquelle Eudes appartient l'empêche de prétendre à la couronne en cas de mariage avec une personne n'étant pas issue d'une famille régnante ou ayant régner. Cependant il divorce d'Ana Maria de Moraes Barros en 1976. 
En secondes noces, Eudes d'Orléans-Bragance se remarie civilement à São Paulo, en 1976, avec Mercedes Neves da Rocha (née à Petrópolis le 26 janvier 1955) avec qui il a quatre enfants. Lors de leur lune de miel en Jamaïque, Eudes et sa jeune épouse Mercedes voyageaient dans un avion qui s’est écrasé. Pendant quatre jours, les passagers de l’avion sont restés introuvables, jusqu’à ce que Eudes, son épouse et le pilote soient retrouvés vivants.

### Descendance
Eudes d'Orléans-Bragance est le père de six enfants. Les deux premiers sont issus de sa première épouse, Ana de Moraes e Barros, et les quatre suivants de sa seconde épouse Mercedes Neves da Rocha,, :
- Luiz Philippe d'Orléans-Bragance (né à Rio de Janeiro le 3 avril 1969), homme politique, élu député fédéral lors de la campagne présidentielle de Jair Bolsonaro en 2018, épouse en 2008 Fernanda Hara Miguita (née en 1978), dont un fils : Maximilian (né en 2012) ;
- Ana d'Orléans-Bragance (née à Rio de Janeiro le 21 juin 1971), épouse en 1996 Paulo Ibrahim Mansour (né en 1962), dont deux fils : 1) Rodrigo (né en 1997) et 2) Guilherme (né en 2002) ;
- Eudes d'Orléans-Bragance (né à Rio de Janeiro le 17 décembre 1977), épouse en 2008 Patricia Annechino Landau (née en 1984), dont deux enfants jumeaux : 1) Eudes (né en 2011) et 2) Valentina (née en 2011)  ;
- Antônia d'Orléans-Bragance (née à Rio de Janeiro le 18 août 1979), épouse en 2007 Eduardo de Carvalho Moreira (né en 1978), dont un fils : Eduardo (né en 2010) ;
- Maria Francisca d'Orléans-Bragance, jumelle de la précédente, (née à Rio de Janeiro le 18 août 1979), épouse en premières noces, en 2005, Bernardo Almeida Braga Ratto (né en 1977), dont deux enfants : 1) Lucas (né en 2007) et 2) Maria (née en 2010), divorce en 2013, puis elle épouse en secondes noces en 2017 Michael Anthony Whyte (né en 1978), dont une fille : Lia (née en 2018) ;
- Guy d'Orléans-Bragance (né à Rio de Janeiro le 8 octobre 1985), épouse en 2017 Amanda Gabriel São Clemente de Azevedo, dont un fils : Francisco (né en 2019).

### Carrière
Eudes d'Orléans-Bragance, rentre avec sa famille au Brésil en 1951. Il étudie successivement au Colégio Santo Inácio à Rio de Janeiro, à la Escola Naval Brasileira et à la Escola de Submarinos da Marinha do Brasil. Il est officier de marine de réserve de l'Université de Cambridge (1964), puis il s'établit aux États-Unis, où il travaille pour différentes firmes en Pennsylvanie jusqu'en 1970. Il retourne au Brésil où il est négociant courtier de 1970 à 1975, puis s'établit durant deux ans en Europe où il est directeur chez Volkswagen. Il s'installe ensuite définitivement au Brésil, à Rio de Janeiro, et devient directeur général d'une société vinicole.

### Mort
Eudes d'Orléans-Bragance meurt le 13 août 2020 à Rio de Janeiro, à l'âge de 81 ans. Selon les informations de la famille, le prince a été hospitalisé, sans suspicion de Covid-19, des suites de calculs rénaux.
Il laisse derrière lui sa femme, Mercedes Neves da Rocha, six enfants et dix petits-enfants. Le prince Eudes est le deuxième enfant de Pedro Henrique à mourir, la princesse Isabel étant décédée en 2017. La fratrie compte alors encore sept princes et trois princesses.

## Honneurs
Eudes d'Orléans-Bragance est, :
- Grand-croix de l'ordre impérial de Pierre Ier (Brésil) (maison d'Orléans et Bragance) ;
- Grand-croix de l'ordre de la Rose (maison d'Orléans et Bragance) ;
- Chevalier grand-croix de l'ordre des Saints-Georges-et-Constantin (royaume de Grèce) ;
- Bailli Grand-croix d'honneur et de dévotion de l'ordre souverain de Malte (1974).

## Ascendance
|  |                                         |  |  |  |  |  |  |  |  |  |  |  |  |
|  | 8. Gaston d'Orléans                     |  |  |  |  |  |  |  |  |  |  |  |  |
|  |                                         |  |  |  |  |  |  |  |  |  |  |  |  |
|  |                                         |  |  |  |  |  |  |  |  |  |  |  |  |
|  | 4. Louis d'Orléans-Bragance             |  |  |  |  |  |  |  |  |  |  |  |  |
|  |                                         |  |  |  |  |  |  |  |  |  |  |  |  |
|  |                                         |  |  |  |  |  |  |  |  |  |  |  |  |
|  | 9. Isabelle du Brésil                   |  |  |  |  |  |  |  |  |  |  |  |  |
|  |                                         |  |  |  |  |  |  |  |  |  |  |  |  |
|  |                                         |  |  |  |  |  |  |  |  |  |  |  |  |
|  | 2. Pedro Henrique d'Orléans-Bragance    |  |  |  |  |  |  |  |  |  |  |  |  |
|  |                                         |  |  |  |  |  |  |  |  |  |  |  |  |
|  |                                         |  |  |  |  |  |  |  |  |  |  |  |  |
|  | 10. Alphonse de Bourbon-Siciles         |  |  |  |  |  |  |  |  |  |  |  |  |
|  |                                         |  |  |  |  |  |  |  |  |  |  |  |  |
|  |                                         |  |  |  |  |  |  |  |  |  |  |  |  |
|  | 5. Marie-Pie de Bourbon-Siciles         |  |  |  |  |  |  |  |  |  |  |  |  |
|  |                                         |  |  |  |  |  |  |  |  |  |  |  |  |
|  |                                         |  |  |  |  |  |  |  |  |  |  |  |  |
|  | 11. Marie-Antoinette de Bourbon-Siciles |  |  |  |  |  |  |  |  |  |  |  |  |
|  |                                         |  |  |  |  |  |  |  |  |  |  |  |  |
|  |                                         |  |  |  |  |  |  |  |  |  |  |  |  |
|  | 1. Eudes d'Orléans-Bragance             |  |  |  |  |  |  |  |  |  |  |  |  |
|  |                                         |  |  |  |  |  |  |  |  |  |  |  |  |
|  |                                         |  |  |  |  |  |  |  |  |  |  |  |  |
|  | 12. Louis III de Bavière                |  |  |  |  |  |  |  |  |  |  |  |  |
|  |                                         |  |  |  |  |  |  |  |  |  |  |  |  |
|  |                                         |  |  |  |  |  |  |  |  |  |  |  |  |
|  | 6. François de Bavière                  |  |  |  |  |  |  |  |  |  |  |  |  |
|  |                                         |  |  |  |  |  |  |  |  |  |  |  |  |
|  |                                         |  |  |  |  |  |  |  |  |  |  |  |  |
|  | 13. Marie-Thérèse de Modène             |  |  |  |  |  |  |  |  |  |  |  |  |
|  |                                         |  |  |  |  |  |  |  |  |  |  |  |  |
|  |                                         |  |  |  |  |  |  |  |  |  |  |  |  |
|  | 3. Marie-Élisabeth de Bavière           |  |  |  |  |  |  |  |  |  |  |  |  |
|  |                                         |  |  |  |  |  |  |  |  |  |  |  |  |
|  |                                         |  |  |  |  |  |  |  |  |  |  |  |  |
|  | 14. Charles-Alfred de Croÿ              |  |  |  |  |  |  |  |  |  |  |  |  |
|  |                                         |  |  |  |  |  |  |  |  |  |  |  |  |
|  |                                         |  |  |  |  |  |  |  |  |  |  |  |  |
|  | 7. Isabelle-Antoinette de Croÿ          |  |  |  |  |  |  |  |  |  |  |  |  |
|  |                                         |  |  |  |  |  |  |  |  |  |  |  |  |
|  |                                         |  |  |  |  |  |  |  |  |  |  |  |  |
|  | 15. Ludmilla d'Arenberg                 |  |  |  |  |  |  |  |  |  |  |  |  |
|  |                                         |  |  |  |  |  |  |  |  |  |  |  |  |
|  |                                         |  |  |  |  |  |  |  |  |  |  |  |  |